# Municipalità di Tsalka
La municipalità di Tsalka (in georgiano წალკის მუნიციპალიტეტი?) è una municipalità georgiana di Kvemo Kartli.
Nel censimento del 2002 la popolazione si attestava a 20 888 abitanti. Nel 2008 il numero risultava essere 21 700.
La cittadina di Tsalka è il centro amministrativo della municipalità, la quale si estende su un'area di 1 051 km².

## Popolazione
Dal censimento del 2002 la municipalità risultava costituita da:
- Armeni, 54,98%
- Greci, 21,97%
- Georgiani, 12,02%
- Azeri, 9,54%
- Russi, 0,60%

## Monumenti e luoghi d'interesse
- Tsalka
- Trialeti